# Татарченков, Пётр Иванович
Пётр Иванович Татарченков (8 января 1925 — 06 июля 1997) — командир отделения 284-го отдельного инженерно-сапёрного батальона (19-я штурмовая инженерно-сапёрная бригада, 13-я армия, 1-й Украинский фронт), сержант. Герой Советского Союза.

## Биография
Родился 8 января 1925 года в селе Солодники ныне Астраханской области.
На фронтах Великой Отечественной войны с июня 1943 года. Отличился при форсировании реки Одер.
За мужество и отвагу Указом Президиума Верховного Совета СССР от 10 апреля  1945 года сержант Пётр Иванович Татарченков удостоен звания Героя Советского Союза с вручением медали «Золотая Звезда».
С 1950 года  в запасе. Трагически погиб 06 июля 1997 года.